# Espadas
Espadas é um dos quatro naipes dos jogos de baralho. Tem o mesmo formato do símbolo da folha nas cartas de naipe alemão, mas sua aparência é mais parecida com a de um coração preto de cabeça para baixo com uma haste na base. Simboliza o lúcio ou alabarda, duas armas medievais, mas na verdade é uma adaptação do símbolo do traje alemão das Folhas, criado quando os trajes franceses foram inventados por volta de 1480.
No bridge, as espadas são o naipe mais alto. No skat e jogos similares, é o segundo naipe
Em português, o termo se deriva de um dos naipes do baralho espanhol, espadas. Em inglês é "Spades", se referindo a uma pá com tábua reta.

## Características
O símbolo da espada é uma forma de ponta de lança muito estilizada, apontando para cima, a parte inferior se alargando em dois arcos de círculo e varrendo em direção ao centro para formar uma espécie de pé.
Geralmente, as espadas são pretas. Eles formam um dos dois naipes principais do bridge (com copas ). No baralho oficial do torneio de skat, as espadas são verdes, assumindo a cor do baralho alemão equivalente.
A galeria a seguir mostra as espadas em um baralho padrão de 52 cartas de naipes franceses . Não é mostrado o Cavaleiro de Espadas usado em jogos de cartas de Tarô :

Ás ("Espadilha")
2
3
4
5
6
7
8
9
10
Valete
Dama
Rei

## Pacotes de quatro cores

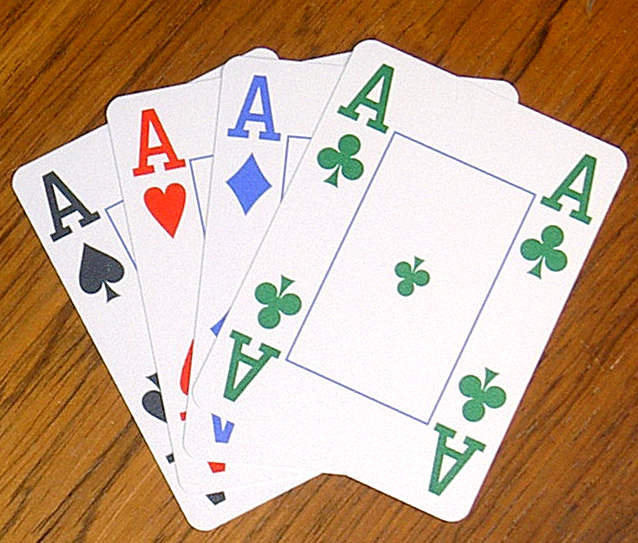
Os quatro ases de um baralho de quatro cores ; aqui, Espadas são pretas

Baralhos de quatro cores às vezes são usados em torneios ou online.  Em pacotes de quatro cores, as Espadas podem ser: